# Пођо Мурела (Гросето)
Пођо Мурела (итал. Poggio Murella) је насеље у Италији у округу Гросето, региону Тоскана.
Према процени из 2011. у насељу је живело 287 становника. Насеље се налази на надморској висини од 408 м.